# Lexiarcha galactopa
Lexiarcha galactopa är en fjärilsart som beskrevs av Edward Meyrick 1916. Lexiarcha galactopa ingår i släktet Lexiarcha och familjen stävmalar. Inga underarter finns listade i Catalogue of Life.